# Genyochromis mento
Genyochromis mento ist eine afrikanische Buntbarschart, die endemisch im ostafrikanischen Malawisees vorkommt und sich ektoparasitisch von Schuppen und Flossenteilen anderer Fische ernährt. Im Deutschen wird sie deshalb auch als Malawi-Schuppenfresser oder Malawi-Flossenbeisser bezeichnet.

## Merkmale
Die Fische erreichen eine Länge von etwa 12,5 cm und ähneln mit ihrem gestreckten Körper den übrigen Malawisee-Buntbarschen aus der Mbuna-Gruppe. Farblich ist die Art äußerst variabel. So gibt es Männchen mit bräunlicher, gelblicher, grauer, silbriger oder bläulicher Grundfärbung. Auf den Körperseiten können sechs oder sieben dunkle Querstreifen zu sehen sein. Außerdem können ein Längsstreifen, Zwischenaugenstreifen, Nasenstreifen oder Stirnstreifen vorhanden sein. Die gelblichen Tiere können auch unregelmäßig schwarz gefleckt sein. Die Rückenflosse ist oft bläulich und weiß, gelb oder schwarz gesäumt. Die Afterflosse zeigt einen, zwei oder drei Eiflecke. Die Weibchen der verschiedenen Morphen sind normalerweise heller gefärbt als die Männchen, auch orangefarbene Weibchen sind bekannt. Charakteristisch für die Art ist das breite Maul mit einem stark vorstehenden Unterkiefer, auf den sich sowohl der wissenschaftliche Gattungsname Genyochromis als auch das Art-Epitheton mento beziehen (Gr.: „genys“ = Kinn + Chromis; Lt.: „mentum“ = Kinn). Der Unterkiefer ist mit sechs bis acht Zahnreihen besetzt. Die kleinen Zähne werden nach innen zunehmend kleiner. Bei den äußeren sind die Schneiden nach innen gerichtet. Der Oberkiefer ist mit sechs Zahnreihen besetzt. Auf dem unteren Abschnitt des ersten Kiemenbogens befinden sich acht bis neun Kiemenrechen. Auf den „Wangen“ befinden sich sechs bis acht Schuppenreihen.
- Flossenformel: Dorsale XVI–XVII/9–10, Anale III/7–8.[3][4]
- Schuppenformel: mLR 32–33.[3][4]

## Lebensweise
Genyochromis mento kommt in allen Biotopen des Malawisees vor, ist über offenen Sandflächen aber selten. Die Art ist sehr territorial und ernährt sich von Schuppen und Flossenteilen anderer Fische. Wie fast alle Buntbarsche des Malawisees ist Genyochromis mento ein Maulbrüter. Die etwa 30 Eier werden vom Weibchen für ca. 24 Tage im Maul geschützt.